# Bennet Omalu
Bennet Ifeakandu Omalu (Enugwu Ukwu, 30 settembre 1968) è un medico nigeriano naturalizzato statunitense.

## Biografia
Specializzato in patologia forense e neuropatologie, è stato il primo a scoprire e pubblicare i risultati sull'encefalopatia traumatica cronica (CTE) nei giocatori di football americano mentre lavorava nella contea di Allegheny all'ufficio del medico legale a Pittsburgh. In seguito divenne il capo medico legale per la contea di San Joaquin in California e professore presso l'Università della California nel dipartimento di patologia medica e medicina di laboratorio.
Sulla sua vita e sulle sue scoperte scientifiche, è stato dedicato nel 2015 il film Zona d'ombra con Will Smith come protagonista nei panni di Omalu.